# پستچی (فیلم ۱۹۹۵)
پستچی (انگلیسی: Postman) یک فیلم چینی به کارگردانی هه جیانجون است که در سال ۱۹۹۵ منتشر شد.

## داستان
این فیلم داستان یک پستچی (فنگ یوانژنگ) خجالتی که همراه با خواهرش زندگی می‌کند را روایت می‌کند که او در مسیرش نامه‌های افراد را می‌دزدد و آن‌ها را می‌خواند.